# Wartburg (África do Sul)
Wartburg é uma cidade do KwaZulu-Natal, na África do Sul.
A cidade deve o seu nome ao castelo de Wartburg na Turíngia onde Martinho Lutero trouxe a Bíblia traduzida em alemão. Foi nomeada assim em 1848 pelas famílias de imigrados chegadas à África do Sul. Uma das entidades da população de origem alemã ainda vive nos arredores da cidade.
A cidade é sustentada economicamente pela indústria agrícola ambiental, a produção de cana de açúcar e de madeira.